# Let Her Go
Let Her Go ist ein Lied des britischen Singer-Songwriters Passenger.

## Geschichte
Das Lied wurde im Februar 2012 auf dem Album All the Little Lights veröffentlicht. Allein durch Konzerte und ohne Unterstützung durch Ausstrahlung im Radio oder Fernsehen erreichte das Album im März 2012 den neunten Platz in der Hitparade in Australien. Das als Single ausgekoppelte Let Her Go erreichte die Spitze der Charts in Australien. Ein halbes Jahr später schwappte das Lied durch Ausstrahlung im niederländischen Radio auch nach Europa und konnte sich ab Oktober 2012 in den Niederlanden für 24 Wochen in der Hitparade halten und bis an die Spitze setzen. Das Lied ist im Film Fack Ju Göhte zu hören.

## Inhalt
Zentral ist der Refrain: „And you let her go.“ Der Songtext, der sich um diese zentrale Aussage rankt, beschreibt die Gefühlslage während der Phase einer Trennung in einer Beziehung zu einer Frau. Der Autor konnte keine Bindung mit ihr eingehen. Er war nicht bereit, sich dieser Liebe hinzugeben, und indem er sie gehen ließ, erkannte er, dass sie zu einer wahren Liebe geworden war. In seiner depressiven Stimmung, seiner Niedergeschlagenheit erkannte er mit geschlossenen Augen, dass sich diese Liebe langsam entwickelte und schnell verging: “’Cause love comes slow, and it goes so fast.” Der Song beschreibt die innere Dialektik von Nähe und Distanz, von Liebe und Trennung bzw. Trennungsschmerz: “’Cause you only need the light when it’s burning low; Only miss the sun when it starts to snow; Only know you love her when you let her go.” Solange er die Beziehung lebte, konnte er deren Wert nicht erkennen und genießen, sodass sich sein Resümee “Only know you love her when you let her go; And you let her go” darin beschreibt, dass man seine Liebe nur erkenne, wenn man sie gehen ließe.

## Rezensionen
Steffen Rüth von der Mainpost ordnet das „kleine, freundlich-melancholische Folk-Pop-Lied“ stilistisch irgendwo „zwischen Ed Sheeran und James Blunt“ ein. Die niederländische Symphonic-Metal-Band Within Temptation coverte den Song für die Special Edition ihres Albums Hydra.

## Kommerzieller Erfolg

### Chartplatzierungen
Let Her Go erreichte in Deutschland die Chartspitze in den Singlecharts und platzierte sich fünf Wochen an ebendieser sowie zwölf Wochen in den Top 10 und 60 Wochen in den Charts. In den deutschen Airplaycharts erreichte die Single ebenfalls für zwei Wochen die Spitzenposition und schaffte es letztendlich in den Jahrescharts ebenfalls an die Chartspitze, was Let Her Go zum meistgespielten Radiohit 2013 macht. Der Song erreichte in zahlreichen weiteren Ländern die Spitzenposition in den Singlecharts, unter anderem in Australien, Belgien, Dänemark, Finnland, Griechenland, Irland, Luxemburg, Neuseeland, den Niederlanden, Norwegen, Rumänien, Schweden und Tschechien.
| ChartsChartplatzierungen       | Höchstplatzierung | Wochen |
| ------------------------------ | ----------------- | ------ |
| Deutschland (GfK)              | 1 (60 Wo.)        | 60     |
| Österreich (Ö3)                | 1 (38 Wo.)        | 38     |
| Schweiz (IFPI)                 | 1 (90 Wo.)        | 90     |
| Vereinigte Staaten (Billboard) | 5 (43 Wo.)        | 43     |
| Vereinigtes Königreich (OCC)   | 2 (84 Wo.)        | 84     |

| ChartsJahrescharts (2013)      | Platzierung |
| ------------------------------ | ----------- |
| Deutschland (GfK)              | 5           |
| Österreich (Ö3)                | 4           |
| Schweiz (IFPI)                 | 4           |
| Vereinigte Staaten (Billboard) | 97          |
| Vereinigtes Königreich (OCC)   | 4           |

| ChartsJahrescharts (2014)      | Platzierung |
| ------------------------------ | ----------- |
| Schweiz (IFPI)                 | 52          |
| Vereinigte Staaten (Billboard) | 19          |

| ChartsJahrescharts (2010–2019) | Platzierung |
| ------------------------------ | ----------- |
| Vereinigtes Königreich (OCC)   | 19          |

### Auszeichnungen für Musikverkäufe
| Land/Region                  | Auszeichnungen für Musikverkäufe (Land/Region, Auszeichnung, Verkäufe) | Verkäufe   |
| ---------------------------- | ---------------------------------------------------------------------- | ---------- |
| Australien (ARIA)            | 7× Platin                                                              | 490.000    |
| Belgien (BRMA)               | 2× Platin                                                              | 60.000     |
| Dänemark (IFPI)              | Platin                                                                 | 30.000     |
| Deutschland (BVMI)           | Diamant                                                                | 1.000.000  |
| Finnland (IFPI)              | Gold                                                                   | 33.477     |
| Frankreich (SNEP)            | Gold                                                                   | 75.000     |
| Italien (FIMI)               | 6× Platin                                                              | 300.000    |
| Kanada (MC)                  | Diamant                                                                | 800.000    |
| Neuseeland (RMNZ)            | 8× Platin                                                              | 240.000    |
| Niederlande (NVPI)           | Platin                                                                 | 20.000     |
| Norwegen (IFPI)              | 2× Platin                                                              | 20.000     |
| Österreich (IFPI)            | Platin                                                                 | 30.000     |
| Schweden (IFPI)              | 5× Platin                                                              | 200.000    |
| Schweiz (IFPI)               | 3× Platin                                                              | 90.000     |
| Spanien (Promusicae)         | 5× Platin                                                              | 300.000    |
| Vereinigte Staaten (RIAA)    | 6× Platin                                                              | 6.000.000  |
| Vereinigtes Königreich (BPI) | 6× Platin                                                              | 3.600.000  |
| Insgesamt                    | 2× Gold · 53× Platin · 2× Diamant ·                                    | 13.288.477 |

### Auszeichnungen für Musikstreaming
| Land/Region     | Auszeichnungen für Musikverkäufe (Land/Region, Auszeichnung, Verkäufe) | Verkäufe   |
| --------------- | ---------------------------------------------------------------------- | ---------- |
| Dänemark (IFPI) | 6× Platin                                                              | 10.800.000 |
| Insgesamt       | 6× Platin ·                                                            | 10.800.000 |